# Украинская интеллигенция на Соловках (книга)
«Украинская интеллигенция на Соловках» — книга украинского историка и общественного деятеля С. А. Пидгайного. Издана в 1947 году в эмиграции, в Германии. Историко-мемуарный документ эпохи. Посвящена судьбе представителей украинской интеллигенции, оказавшихся на Соловецкой каторге. Написана по личным воспоминаниям С. А. Пидгайного, бывшего в ссылке на Соловках в период с 1933 по 1941 годы. С. Пидгайный утверждает, что на Соловках был лично знаком или просто виделся со многими известными деятелями украинской советской политики, культуры, искусства, науки, сосланными туда.
После попадания их на Соловки, судьба большинства из них была никому неизвестна. В этом смысле книга С. Пидгайного пролила свет на судьбу многих известных соловчан. Книга часто цитируется в биографиях некоторых деятелей. Книга не утратила своего информационного значения даже после рассекречивания уголовных дел соловчан. Сегодня книга С. А. Пидгайного и уголовные дела упоминаемых в ней соловчан взаимодополняют друг друга. Кроме того автор описывает некоторые детали формирования двух больших соловецких этапов, о судьбе которых стало известно лишь спустя почти 60 лет (см. Сандормох).

## Содержание
I.Замечания к общей характеристике каторги.
Выделяет четыре периода в истории соловецкой каторги
1922—1927 рр. — период НЭПа
1927—1932 рр. — период первой пятилетки
1932—1937 рр. — вторая пятилетка
1937—1938 рр. — период «ежовщины».
Каждому из периодов С. Пидгайный даёт краткую характеристику: социальный и национальный состав соловчан, условия жизни и организационную структуру. При этом он опирается как на свой личный опыт, так и на некоторые другие источники: довольно фантастическую брошюру «Соловецкая каторга», и в значительно меньшей степени на материалы Карла Альбрехта, побывавшего на Соловках в 1929 году и Сольца.
II. Соловецкие портреты
1. Те, чьи имена не значатся в истории
2. Государственные и партийные деятели советской Украины
3. Украинские учёные и деятели искусства.

## Персоналии, о которых рассказывает С. Пидгайный
С большинством из тех, о ком пишет С. Пидгайный, он был знаком на Соловках. Лишь с некоторыми из них он не виделся на Соловках или виделся лишь один раз. Например, академика Слабченко он впервые увидел лишь в 1936 году, когда тот выезжал с Соловков. Гермайзе он также не видел на Соловках, так как тот сидел в изоляторе, Павлушкова тоже не видел. В целом С. Пидгайный рассказывает о 43 соловчанах.

### Те, чьи имена не значатся в истории
1. Генадий Садовский — поэт-любитель
2. Степан Запорованый — агроном
3. Владимир Бенедик — народный учитель, по его словам стоял во главе большого крестьянского восстания в 1930 году, которое от Каменца-Подольского распространилось до Винницы и Киева.
4. Александр Березовский — член подпольной антибольшевистской организации «Народная воля»
5. Иван Козлов — русский, во время голодомора на территории Украины создал подпольную крестьянскую организацию и начал крестьянское восстание против советской власти, охватившее несколько районов Полтавщины и Сумщины
6. Василько Отченаш — просто грамотный и весёлый юноша
7. Александр Навроцкий — агроном, главный агроном «Союзсахара» (бывшего «Укрцукра»)
8. Иван Бойко — агроном

### Государственные и партийные деятели советской Украины
1. Николай Любченко
2. А. Шумский — инициатор создания Украинской коммунистической партии
3. Солодуб — уполномоченный наркома иностранных дел на Украине
4. Михаил Полоз — бывший нарком финансов УССР[5]
5. Иван Петренко — уполномоченный наркомата иностранных дел на Украине
6. Юрий Самбурский — представитель украинского советского правительства (формального) в Москве.
7. Миколенко (Николенко) — один из руководителей в Главном управлении научными учреждениями, впоследствии директор Киевской Всенародной библиотеки.
8. Роман Заклинский — директор Киевского исторического музея имени Шевченко

### Украинские учёные и творческая интеллигенция
1. Евгений Шаблиовский — руководитель НИИ украинского языка при Академии наук.
2. Академик Матвей Яворский — официальный партийный историк Украины, марксист.
3. Академик Степан Рудницкий — украинский географ с мировой известностью, возглавлял НИИ географии.
4. Василий Бабъяк — доцент Харьковского университета
5. Академик Михаил Слабченко — историк-экономист, автор четырёхтомной «Истории хозяйства Украины от Хмельниччины до мировой войны»[6].
6. Иосиф Гермайзе — историк
7. Николай Павлушков
8. Михаил Навицкий — шевченковед
9. Фёдор Пущенко — профессор иностранных языков
10. Иван Шаля — профессор украинского языка в Краснодарском педагогическом институте
11. Василий Левицкий — научный сотрудник Института истории украинской культуры в Харькове.
12. Пётр Гребинник — доцент украинской литературы Краснодарского педагогического института
13. Ананий Лебедь
14. Профессор Яната — ботаник
15. Микола Нарушевич — руководитель историко-бытового отдела винницкого музея, автор книги о городе Винница
16. Микола Зеров — поэт, профессор, переводчик римских поэтов
17. Павел Филипович — профессор-литературовед
18. Евгений Плужник — писатель
19. Лесь Курбас — режиссёр театра
20. Микола Кулиш — драматург
21. Олекса Слисаренко — поэт и прозаик
22. Клим Полищук
23. Гео Шкурупий — поэт
24. Марко Вороной — журналист, сын Миколы Вороного
25. Григорий Эпик — писатель
26. Мирослав Ирчан — писатель
27. Антон Крушельницкий — писатель

С. Пидгайный также упоминает В. Штангея, Гро Вакара, В. Мисика, М. Семенко, В. Бобинского, Г. Коляду, В. Вражливого, профессоров Чеховского, Барбара, Удовенко, П. Христюка, но не рассказывает о них, ибо ему «не довелось иметь с ними дел».

## Отзывы о книге
Книга является ценным источником о жизни в соловецком лагере 1933—1937 годов. По сведениям исследователя Соловецкого лагеря М. М. Розанова, С. Пидгайный — единственный соловчанин 1933—1937 гг., опубликовавший свои воспоминания об этом периоде. При этом Розанов указал, что проверить приведённые им сведения невозможно и их следует принимать «на веру с некоторым «поправочным коэффициентом» на ультранационализм автора», а данные о периоде, которому свидетелем Пидгайный не был, вообще являются фантастическими: например, отъезд монастырской братии с главными ценностями в Лондон или распространенное на Соловках из-за голода людоедство.
Весьма скептически оценил Розанов использованные Пидгайным свидетельства «девяти украинских крестьян-заключённых, бежавших в 1929—1930 годах с Соловецких командировок на материке», которые были выпущены брошюрой «Соловецкая каторга» на 72 страницах на украинском языке в Варшаве в 1931 году под редакцией Л. Чикаленко. «Один свидетель — номер третий — утверждает, что «всього украинского люду в Соловецких лагерях бильше, як два миллиони», другой — номер шестой, что «из тысячи доживает до освобождения, может один» и тут же подтверждает: «На острове в 1929 году из 29 тысяч выжило девять тысяч». Бежавшие перечисляют зверства, от которых волосы становятся дыбом, вот хотя бы «приказ Ногтева, начальника УСЛОНа, расстреливать за невыполнение норм на лесозаготовках». Свидетель номер пятый добавляет: „… А в бараке четыре сотни раздетых, а снаруже сорок градусов мороза. Отказались выйти в лес. Начальство подожгло барак, а кто пытался выскочить из него, тех пристреливали. Приезжал расследовать сам Бокий и оправдал начальство“».
Фантастическим считает Розанов и рассказ о строительстве узкоколейки на торфоразработки: «На Соловках в 1928 году при прокладке железной дороги к Филимоновским торфоразработкам и для вывоза по ней леса, на восьми километрах из двенадцати тысяч погибло десять тысяч украинцев и донских казаков… Землю копати неможливо було, бо она замерзла на три метра в глибину…»
Литератор и критик Евгений Сверстюк назвал воспоминания Пидгайного «жемчужинами украинской мемуаристики»

## Публикации
- Українська інтелігенція на Соловках. — Ной-Ульм, «Прометей», 1947. — 93 с.
- Українська інтелігенція на Соловках. Спогади 1933—1941 рр. — Тернопіль, «Джура», 1999.
- Українська інтелігенція на Соловках. Спогади 1933—1941 рр. Недострiлянi. — Тернопіль, «Джура», 2008. — 416 с. ISBN 978-966-8650-99-4
- Українська інтелігенція на Соловках. Спогади 1933—1941 рр. Недострiлянi. — К. — 2008.[8]